# Medievalismo

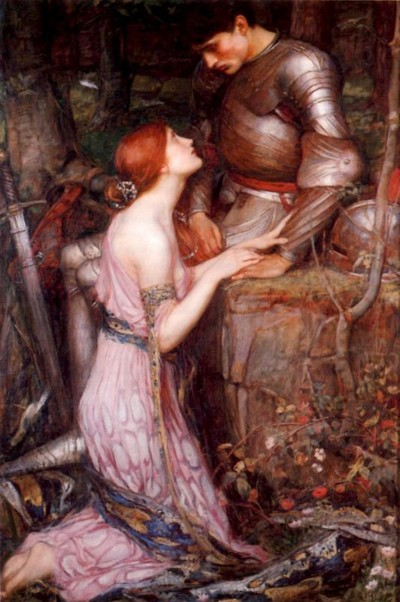
Medioevo ideale e romanticizzato nell'arte in un dipinto preraffaellita: John William Waterhouse, Lamia, 1905, raffigurazione di un cavaliere che protegge la propria dama o una damigella in pericolo secondo i dettami del codice cavalleresco.

Con il termine medievalismo  (in inglese medievalism; in tedesco mittelalter-rezeption; in francese médiévalisme) - come riporta il vocabolario Treccani - si intendono due definizioni non coincidenti: una datata e una nuova, introdotta nel dizionario all'inizio del 2022. Quella datata si riferisce all'atteggiamento culturale che esprime la «tendenza a tornare a forme di vita che furono proprie del Medioevo» (spesso del Basso Medioevo unito al primo Rinascimento oppure a Medioevi leggendari come il ciclo arturiano o il ciclo carolingio) «o a vagheggiarne ed esaltarne gli ideali e le forme artistiche. Spesso, nell’uso corrente, la parola è usata in un senso deteriore, per alludere (in relazione a una concezione del Medioevo come periodo di tenebre, di barbarie, di oscurantismo culturale) a mentalità, a costumi, concezioni sociali, dottrine, ecc., che si ritengono superate dall’evoluzione storica dei tempi moderni».
L'altra definizione di medievalismo, utilizzata negli ultimi anni dalla comunità accademica, viene proposta così da Treccani: «Secondo la storiografia più aggiornata, la trattazione e la rappresentazione del Medioevo e dei suoi contenuti storici, compresi i modi della sua ricezione, così come si sono realizzate e susseguite a partire dalla conclusione dell’epoca medievale. / Anche, l’odierna disciplina che, nell’àmbito degli studi di medievistica, si occupa di tali temi». Lo storico medievista Tommaso di Carpegna Falconieri (Università degli Studi di Urbino "Carlo Bo") nel 2011 ha fatto riferimento a «la rappresentazione, la ricezione e l'uso postmedievale del Medioevo in ogni suo aspetto», ivi compreso quello artistico, letterario, architettonico, politico, religioso o folclorico.
Il termine inglese medievalism, utilizzato in origine con la stessa accezione di medieval per indicare negativamente le tendenze neo-cattoliche nell'Inghilterra vittoriana, venne usato nel 1853 dal critico d'arte inglese John Ruskin, il quale proponeva, tentando di stabilire un uso più neutrale del termine, la suddivisione della storia dell'arte in tre periodi storici: Classicalism, Mediaevalism, Modernism. Alla fine degli anni Settanta del XX secolo, quando gli studiosi cominciarono a sviluppare lo studio sulla ricezione postmedievale dei secoli di mezzo, uno dei pionieri del nuovo campo di studi, Leslie J. Workman, lo adottò come termine chiave fondando la rivista Studies in Medievalism (1979).

## La nascita dell'idea di Medioevo tra Rinascimento e Illuminismo
Fu con la cultura umanistica che si formò un primo giudizio negativo sull'età medievale. Già nel 1330, infatti, Francesco Petrarca sostenne la tesi del declino della cultura europea a partire dalla caduta dell'Impero Romano d'Occidente, dovuto alla perdita del patrimonio classico e alla corruzione della lingua latina.
Successivamente, gli intellettuali rinascimentali fecero propria tale impostazione, ampliandola: gli studiosi Leonardo Bruni e Flavio Biondo formularono inoltre una nuova periodizzazione della storia, che suddivisero in antica, medievale e moderna. Le prime attestazioni delle espressioni media tempestas e medium aevum si ebbero rispettivamente nel 1469 e nel 1666.

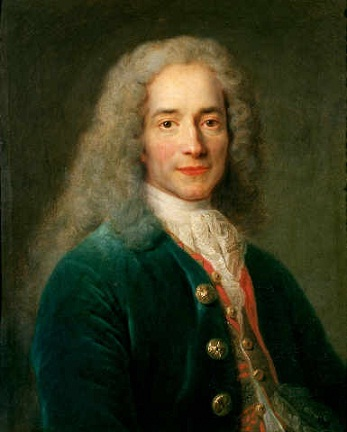
François-Marie Arouet (1694–1778), detto Voltaire.

La stessa storiografia protestante contribuì ad alimentare la considerazione negativa dell'età di mezzo, considerata era del dispotismo papale nonché luogo della corruzione degli ideali originari del cristianesimo. Ciò causò la tendenza a esaltare l'antichità, non per motivi filologici o linguistici, ma in quanto periodo storico in cui nacquero e si svilupparono le chiese primitive. La stessa Riforma è stata considerata dagli storici protestanti il vero inizio della modernità.
Il contributo più rilevante alla costruzione di un mito negativo legato all'idea di Medioevo fu offerto però dall'Illuminismo. I principali aspetti dei secoli medievali erano infatti considerati antitetici ai valori e allo spirito della cultura illuminista, a cui dobbiamo la definizione dell'età di mezzo come “secoli bui” o “secoli dell'ignoranza”.
Tra i philosophes, fu in particolare Voltaire a distinguersi per l'energia degli attacchi rivolti in particolare al feudalesimo, alle crociate, all'inquisizione e al Medioevo in genere, considerato un'epoca di stagnazione economica e di superstizione, dominata dall'oscurantismo papale.

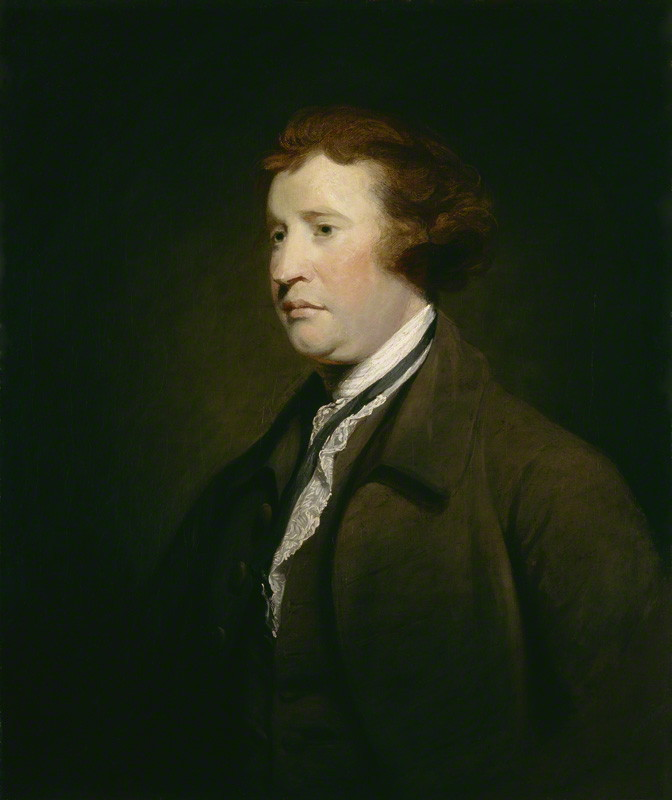
Edmund Burke

A questa immagine negativa, si oppose Edmund Burke, che fece del Medioevo cavalleresco e caratterizzato dall'Amor cortese un'epoca da rimpiangere, in riferimento alla sorte della regina Maria Antonietta:
(Riflessioni sulla Rivoluzione in Francia)
Burke è considerato difatti un anticipatore dell'estetica romantica.

## Medioevo e Romanticismo
Il Romanticismo fu un movimento artistico, letterario e intellettuale che ha avuto origine in Europa occidentale nella seconda metà del XVIII secolo, e si diffuse progressivamente durante e dopo le rivoluzioni industriale e francese. Nasce in parte come reazione all'Illuminismo e al Neoclassicismo, e quindi alla razionalità e al culto della bellezza classica, sostenendo un ritorno alla spiritualità, all'emotività, alla fantasia, all'immaginazione. Il Romanticismo adottò un canone estetico percepito, secondo la sensibilità e il gusto dell'epoca, autenticamente risalente al Medioevo. Nel tentativo di sfuggire all'espansione urbana e alle brutture dell'industrialismo, i romantici abbracciarono quindi l'esotico, sconosciuto e lontano, Medioevo.
L'interesse romantico nel Medioevo può soprattutto essere visto nelle illustrazioni del poeta inglese William Blake e nel ciclo di Ossian pubblicato dal poeta scozzese James Macpherson nel 1762, che ha ispirato sia il Götz von Berlichingen di Goethe (1773), che il giovane Walter Scott. In particolare furono di quest'ultimo i romanzi di Waverley, che includevano Ivanhoe (1819) e Quentin Durward (1823) a contribuire a diffondere, e a rendere popolare, l'immaginario medievale. Lo stesso interesse si è manifestato nella traduzione di epopee nazionali medievali nelle moderne lingue vernacolari, tra cui il Nibelungenlied (1782) in Germania, El Poema de mio Cid (1799) in Spagna, il Beowulf (1833) in Inghilterra, La Chanson de Roland (1837) in Francia. Ampiamente lette, esse influirono molto nella successiva produzione letteraria e artistica.
Medievalismo e romanticismo non andarono più a coincidere quando il primo accolse la dimensione utopica di attualizzare e rivivere il passato. Questo è evidente nel caso del revival medievale vittoriano, che non era un semplice vagheggiare romantico per qualcosa di remoto senza alcuna connessione con la loro vita quotidiana. Per Ruskin, Pugin, Disraeli e Morris, infatti, la società medievale rappresentava l'unica via praticabile per una riforma della società.

### Il Neogotico

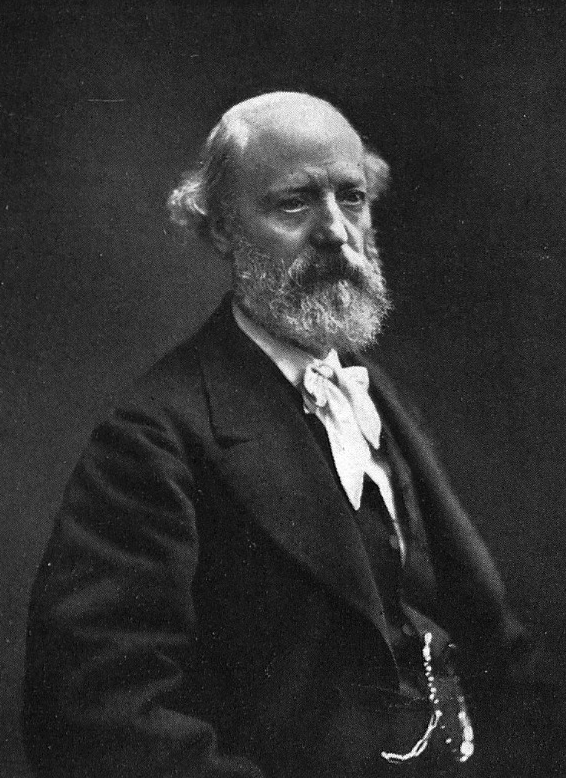
Eugène Viollet-le-Duc (1814-1879).

Il Neogotico (in inglese: Gothic Revival) è stato un movimento architettonico che ha avuto inizio negli anni Quaranta del XVIII secolo in Inghilterra. La sua popolarità crebbe rapidamente nei primi anni del XIX secolo, quando sempre più sostenitori e teorici dello stile neogotico cercarono di far rivivere le forme medievali in contrasto con gli stilemi neoclassici/palladiani maggiormente diffusi nel periodo. Fondamentale il contributo di John Ruskin che, in Le Sette Lampade dell'Architettura (1849) e Le Pietre di Venezia (1851), espose quello della cattedrale gotica come modello insieme etico ed estetico (espressione del lavoro collettivo degli antichi, liberi operai e di una società cooperativa). In Inghilterra, l'epicentro di questo risveglio, si accompagnò con le istanze associate al risveglio della High Church o al revival anglo-cattolico (sostenuto dalla controversa conversione al cattolicesimo del noto architetto Augustus Welby Pugin).
Il successo del nuovo stile fu sancito dalla ricostruzione e decorazione in forme neo-gotiche del palazzo di Westminster dopo l'incendio del 1834, esempio monumentale, e forse più significativo, della connessione fra monarchia e medievalismo. Il gotico quindi vincitore della “Battaglia degli Stili” come “stile nazionale”, esprimeva la superiorità morale, protestante e libera, dello spirito inglese. In Francia fu Viollet-le-Duc la figura di spicco del movimento, con i restauri in stile della città fortificata di Carcassonne, il castello di Pierrefonds, Notre-Dame e la Sainte Chapelle di Parigi. In America Ralph Adams Cram fu il maggior rappresentante dell'American Gothic, con il suo ambizioso progetto della Cattedrale di San John the Divine a New York, o dell'Università di Princeton. Allo stesso tempo, in Spagna, si affermò lo stile neomoresco (Neomudéjar), caratterizzato dalla ripresa di forme astratte in mattone e di archi a ferro di cavallo.
In Germania fu la costruzione della Porta Nauener a Potsdam (1755) a inaugurare la stagione del neogotico tedesco, che Federico il Grande sostenne come collegamento al primo Reich di ascendenza medievale. Fondamentale per la rivalutazione positiva dell'architettura gotica – prima disprezzata come prodotto francese – fu il contributo di Johann Wolfgang von Goethe e Friedrich Schlegel.  L'entusiasmo per le grandi cattedrali gotiche e castelli si accompagnò anche al culto per vecchi edifici abbandonati, tipici dei paesaggi romantici di Caspar David Friedrich. Le origini medievali della nazione tedesca vennero inoltre celebrate in monumenti colossali quali il Kyffhäuserdenkmal (1890–1896) noto anche come il monumento al Barbarossa, e il Völkerschlachtdenkmal (1897-1913) il monumento alla Battaglia delle Nazioni; numerosissime furono inoltre in tutto il paese le Bismarckturm (torri Bismarck)  ispirate alle forme “germanico-gotiche”  del mausoleo di Teodorico a Ravenna.

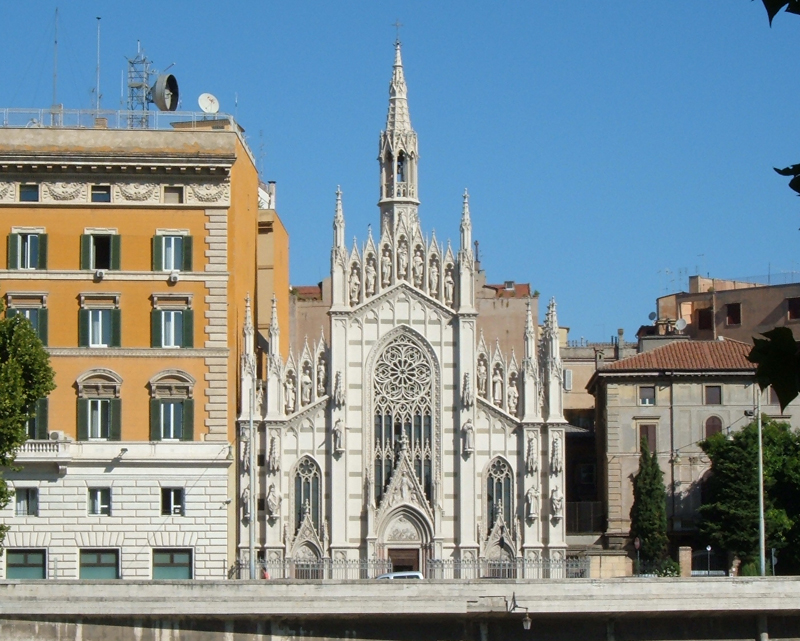
Chiesa del Sacro Cuore di Gesù in Prati, anche conosciuta come chiesa del Sacro Cuore del Suffragio.

Anche l'Italia, tutt'altro che indifferente alla nuova moda architettonica, vide la costruzione di edifici religiosi (non solo cristiano cattolici) e civili secondo le forme gotiche. Tra le chiese di rito cattolico, valgono gli esempi delle chiese di Sant'Alfonso dei Liguori all'Esquilino dell'architetto George Wigley (1858) o del Sacro Cuore del Suffragio in Roma (1917) progettata dall'ingegnere bolognese Giuseppe Gualandi. Di rito non cattolico ricordiamo, sempre in Roma, San Paolo dentro le Mura (1872-1876), di rito High Church, progettata da George Edmund Street, architetto vicino alle teorie di Ruskin. Alla sua realizzazione partecipano anche Edward Burne-Jones, che esegue i mosaici dell'abside e dell'arco trionfale e William Morris, autore dei disegni delle maioliche che ne decorano l'interno. Sempre di Street ricordiamo la chiesa evangelica di Ognissanti, in via del Babuino a Roma.
In Italia la moda neomedievale architettonica si distinse anche per lo stile eclettico ossia derivato dalla fusione nello stesso edificio di elementi stili diversi: gotico, romanico, bizantino, moresco. Ricordiamo in particolare il Borgo con rocca neomedievali del Valentino (Torino, 1884) dell'architetto Alfredo D’Andrade, oppure il Borgo neomedievale di Grazzano Visconti (Vigolzone, PC) realizzazione del duca Giuseppe Visconti di Modrone e dell'architetto Alfredo Campanini (dal 1906 al 1908) o, ancora, il Castello Mackenzie (Gebanova, dal 1893 al 1905) del progettista Gino Coppedè (dello stesso pure il quartiere romano che prende il suo nome). Speciale menzione merita il Cimitero Monumentale di Milano, progettato dall'architetto Carlo Maciachini tra il 1863 e il 1866. Restando in area milanese, occorre ricordare un altro esponente di spicco revival neomedievale architettonico, Luca Beltrami (1854-1933), che si distinse in particolare per lavori come il restauro del Castello Sforzesco.
Tuttavia questa riscoperta del Medioevo non si tradusse nell'adozione di un preciso stile nazionale: neanche il romanico – inteso come un prodotto nazionale, italico, dell'età dei liberi Comuni in lotta contro l'Impero e perciò adatto a esprimere il legame tra Comuni e Italia risorgimentale, tra religiosità medievale e cattolicesimo romantico – riuscì ad imporsi. Al contrario, fu lo stile neoclassico prima e razionalista poi – richiamo al mito romano – quello scelto dalle élite politiche per rappresentare il neonato Regno d’Italia. Gli stili medievali proseguirono, al contrario, nel delineare l'identità delle realtà municipali e regionali, ovvero di quelle che Stefano Cavazza ha definito «piccole patrie». In questo senso, emblematico, è l'Altare della Patria a Roma, dove allo stile neoclassico è affidato il compito di rappresentare nella sua totalità l'ideale nazionale (la Patria è rappresentata come un'enorme guerriero classico) mentre le personificazioni delle più importanti città della penisola sono rappresentate in abiti e armature medievali.

### I Preraffaelliti

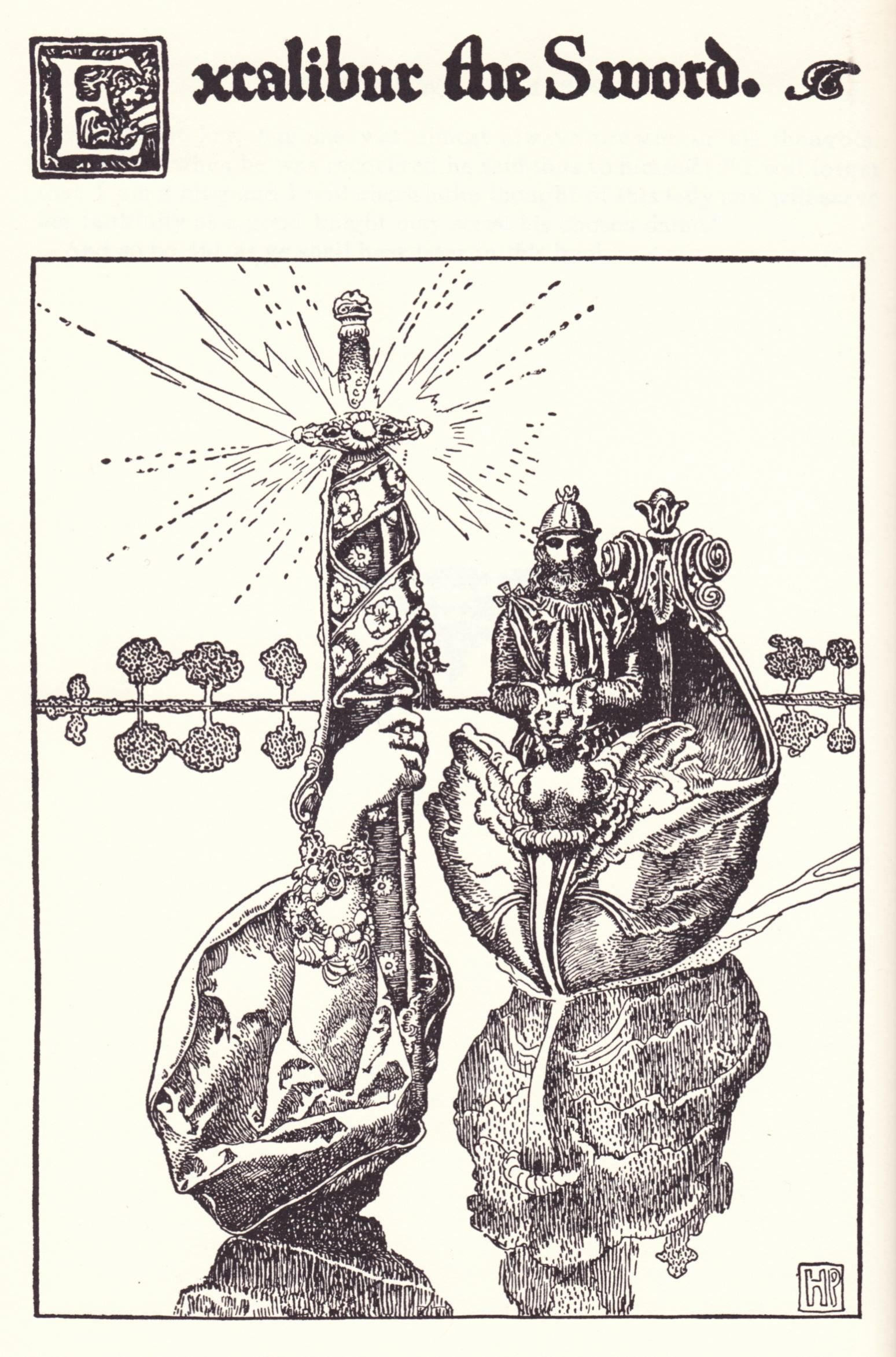
Excalibur the Sword, Howard Pyle 1902.

La nascita della Confraternita dei Preraffaelliti (o P.R.B. acronimo col quale gli artisti siglavano nell'anonimato le loro prime opere) è legata a Dante Gabriele Rossetti (1828-1882) il ventenne figlio del patriota italiano Gabriele Rossetti, che, esule italiano in Inghilterra nel 1824, divenne insegnante di italiano al King’s College di Londra. Nel 1848 su iniziativa di Rossetti nasce la Confraternita dei Preraffaelliti, probabilmente su ispirazione degli ideali carbonari e di esoterismo politico promossi dal padre.
In particolare, alla fine degli anni 1850, Rossetti iniziò una serie di acquerelli che rimandavano a curiose iconografie, manoscritti miniati, cronache medievali, incisioni tedesche, Border Ballads. Si tratta di opere dove il Medioevo raffigurato ha un'aura segreta e sacrale. Nel 1858 il Medioevo arturiano evocato dalla Confraternita raggiunse il suo apice con gli affreschi della Oxford Union Society, dove collaborarono con Rossetti anche William Morris ed Edward Burne-Jones. È questa seconda fase della Confraternita che diede un contributo definitivo alla creazione di una certa immagine del Medioevo dominata da temi cavallereschi e arturiani.

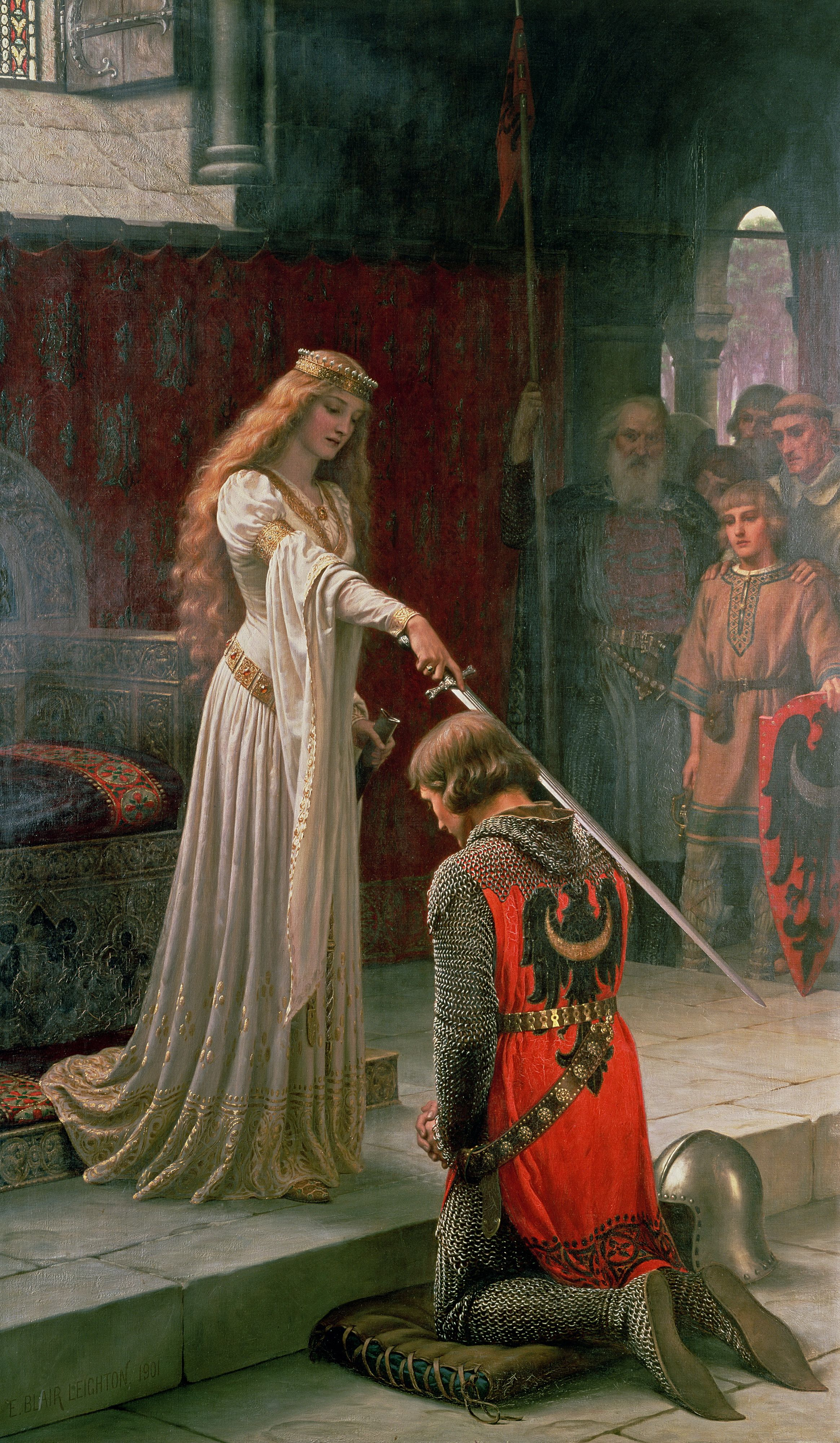
Edmund Blair Leighton, L’investitura (1901).

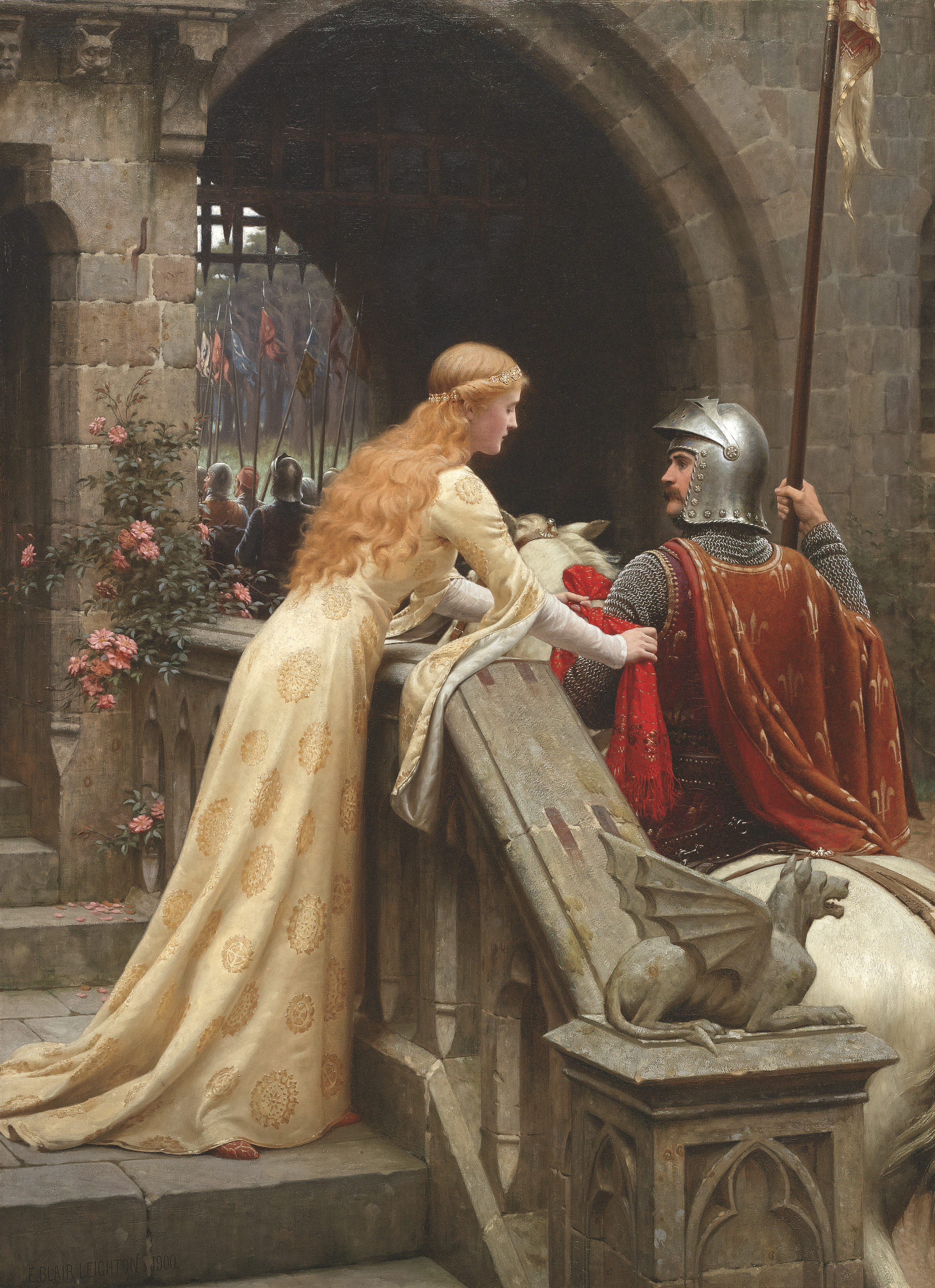
Buona fortuna! di Edmund Blair Leighton, 1900: scena di amor cortese e romantico, e cavalleria medievale in una rappresentazione del tardo vittoriano, raffigurante una dama che concede il suo "favore" a un cavaliere in assetto di battaglia; dipinto di scuola preraffaellita che risente dello stile estetico romantico-decadente.

Il sogno medievale evocato dai Preraffaelliti, che in Inghilterra si dissolverà in una più generica moda estetizzante, da lì a poco si cristallizzerà oltremare in un Medioevo dalle definitive forme stereotipate e astoriche. Attraverso le illustrazioni di Howard Pyle e i fumetti di Harold Foster, le suggestioni preraffaellite passarono così al cinema consegnandosi definitivamente alla comunicazione di massa e depositandosi nell'immaginario collettivo della cultura occidentale. In Italia furono il gruppo di artisti tedeschi noti come Nazareni, insieme ai Puristi, a sostenere il ritorno all'arte d'ispirazione religiosa dei cosiddetti “primitivi” (con i quali si identificavano non solo pittori del Due-Trecento come Giotto o Cimabue, ma anche quattrocentisti come Raffaello).

### Il movimento Arts & Crafts
Il movimento arti e mestieri è stato un movimento estetico, direttamente influenzato dal revival gotico e dai Preraffaelliti, caratterizzato da una visione idealizzata delle comunità medievali e dal mito delle gilde artigiane del XIV secolo.
Il movimento, caratterizzato da tendenze politiche socialiste e anti-industriali, si faceva sostenitore di un ritorno dell'artigianato contro la produzione in serie. Suoi teorici furono il critico d'arte John Ruskin (manifesto del movimento può essere considerato “La Natura del Gotico”, capitolo de Le Pietre di Venezia), l'architetto Augustus Pugin, e il preraffaellita William Morris. Nel 1859 Morris si fece costruire dell'architetto Philip Webb una casa, la famosa Red House a sud-est di Londra. La casa, a detta di Morris «dallo spirito molto medievale», venne decorata da lui stesso, Webb, Rossetti e Burne-Jones. Un esempio che fu in parte seguito anche in Italia, con la costruzione a Roma (1908), della cosiddetta Casina delle Civette, sorta di “villaggio medievale” costruito nel cuore del parco di Villa Torlonia, opera di diversi architetti, tra cui Enrico Gennari e Vincenzo Fasolo.
Le idee del movimento Arts & Crafts si diffusero in tutta Europa e Stati Uniti, giungendo sino in Giappone con il movimento Mingei. In Italia furono Alfonso Rubbiani (1848-1913) e la sua gilda, sorta coi restauri in stile del complesso di San Francesco a Bologna, ad ispirarsi al movimento inglese. Divenuta poi Aemilia Ars, la società realizzò decorazioni di interni, arredi, suppellettili, capi di biancheria e di abbigliamento. Vi appartennero artisti e artigiani come Achille e Giulio Casanova, Alfredo Tartarini, Vittorio Fiori, Gaetano e Alessandro Zanetti.

### Il nazionalismo romantico

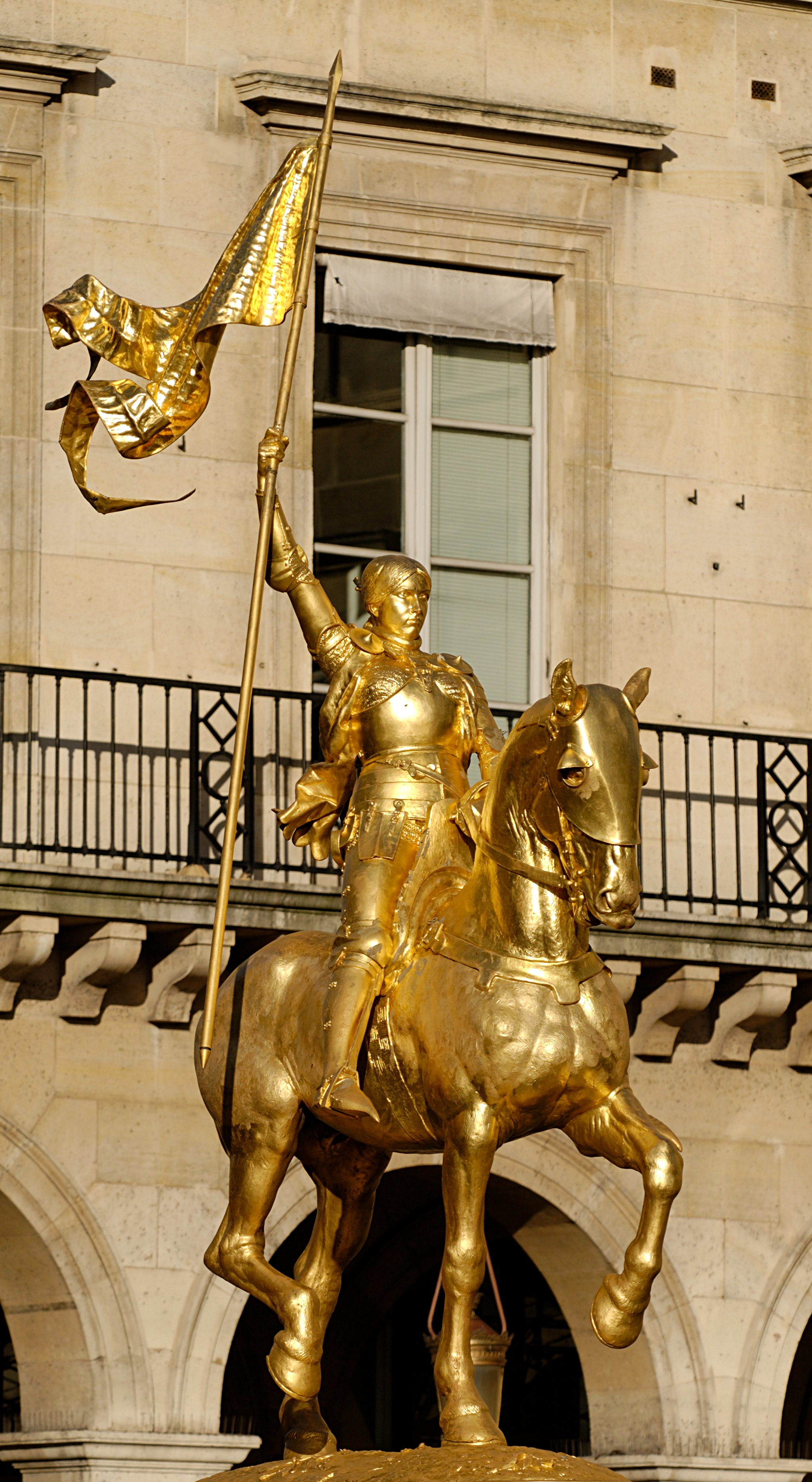
Statua equestre di Giovanna d’Arco, eretta sulla piazza delle Piramidi di Parigi nel 1874.

A partire dagli inizi del XIX secolo, il Medioevo divenne parte integrante dei miti fondativi di molte monarchie europee, che lo utilizzarono in chiave nazionalista per legittimare e rafforzare la propria secolare tradizione o per promuovere movimenti di unificazione nazionale. Giovanna d'Arco per la Francia, il Reich medievale per l'Impero prussiano (e in seguito per la Germania nazista), nonché il richiamo all'Inghilterra anglosassone e plantageneta per la monarchia inglese sono alcuni esempi emblematici del fenomeno.
Anche la penisola italiana, nel periodo risorgimentale, fu profondamente coinvolta nel revival medievalista, utile per la costruzione dell'identità nazionale. Le grandi mitopoiesi italiane furono soggette allora a reinterpretazioni e rappresentazioni; tra gli episodi più utilizzati ci furono il Giuramento di Pontida (1167), la Battaglia di Legnano (1176), i Vespri Siciliani (1282), la Disfida di Barletta (1503), la Battaglia di Gavinana (1530) e il gesto di Balilla, che circolavano praticamente ovunque. Una silloge di questi miti fondatori la ritroviamo in alcuni versi dell'inno di Mameli:
«Dall'Alpe a Sicilia, / ovunque è Legnano; / ogn'uom di Ferruccio / ha il core e la mano; / i bimbi d'Italia / si chiaman Balilla; / il suon d'ogni squilla / i Vespri suonò»
Significativa a tal proposito fu l'ingente produzione di Giuseppe Verdi, le cui opere di ispirazione patriottica (I Lombardi alla prima crociata, La battaglia di Legnano, Giovanna d'Arco, I vespri siciliani, Simon Boccanegra, Aroldo) sono state spesso ambientate durante i secoli medievali. Di stampo medieval-libertario ricordiamo in particolare anche le opere di Gaetano Donizetti Zoraida di Granada, Alfredo il Grande, Imelda de’ Lambertazzi, Ugo conte di Parigi.
Non avendo l'Italia una tradizione statuale unitaria, il processo identitario che si andava formando attinse non da epopee nazionali (come era avvenuto in Francia e in l'Inghilterra con la guerra dei cent'anni), ma da miti medievali locali, che furono reinterpretati alla luce del nazionalismo ottocentesco. Su tutti, ricordiamo la “nazionalizzazione” della lotta dei comuni italiani contro Federico I Barbarossa, vista dagli intellettuali romantici come una sorta di guerra d'indipendenza ante litteram contro lo “straniero”.
Dopo il raggiungimento dell'Unità italiana, all'esaltazione dell'epopea dei liberi comuni si aggiunse quella delle repubbliche marinare, la cui parabola storica venne considerata la fase più gloriosa della storia marinara italiana.
Il Medioevo fu anche protagonista della “pittura di Storia”, che veicolava messaggi patriottici e gli ideali nazionali. In Italia fu in particolare il veneziano Francesco Hayez a rappresentare nei suoi dipinti manifeste metafore indipendentiste come ne I vespri siciliani (1846) o nel popolarissimo Il bacio (1859), allegoria degli accordi di Plombières tra Italia e Francia. Il quadro venne presentato all'Esposizione di Brera del 1859, a soli tre mesi dall'ingresso di Vittorio Emanuele II e Napoleone III a Milano. Anche dal punto di vista pittorico, la lotta dei Comuni contro l'Impero fu considerata una metafora delle battaglie risorgimentali; si devono ricordare a questo proposito i dipinti La Battaglia di Legnano, di Massimo d'Azeglio, il Giuramento di Pontida, di Amos Cassioli e il Giuramento degli Anconitani, di Francesco Podesti. All'Esposizione universale di Londra del 1851 e all'Esposizione universale di Parigi del 1855 la tela di Podesti venne premiata come massimo esempio dell'arte italiana del periodo.
Alcuni fattori però, come la presenza nella storia politica dell'Italia medievale della Chiesa romana e del Regno di Sicilia (considerati elementi di divisione della penisola), condussero i pensatori risorgimentali a vedere nel Medioevo italiano sì il luogo temporale della nascita di una nazione, ma di una nazione “culturale”, divisa in diversi Stati che solo secoli dopo avrebbero trovato l'unità. Si sentiva quindi il bisogno di cercare un altro mito fondativo, non alternativo ma complementare ai miti locali di matrice medievale. Questo fu individuato nella classicità romana, l'unico momento storico in cui, secondo i pensatori risorgimentali, la penisola risultava unita sotto un'unica autorità politica. Usando le parole di Tommaso di Carpegna Falconieri, «Generally, the myths of Antiquity, on the one hand, and of the Middle Ages, on the other, were both present and important in the creation of civic identities» (In generale, i miti dell'antichità, da un lato, e quelli del Medioevo, dall'altro, erano entrambi presenti e importanti nella creazione dell'identità civica).

## Il XX secolo
Il XX secolo è stato caratterizzato da una lunga serie di revival e di diverse utilizzazioni dell'immaginario medievale. Saranno analizzati di seguito gli aspetti principali, dall'uso politico del Medioevo fino alla nascita di quello che Umberto Eco ha definito neo-medievalismo, un fenomeno strettamente collegato a diversi ambiti della cultura popolare tra cui il cinema, la letteratura e i media.

### Il medievalismo politico
Il medievalismo politico novecentesco si inserisce sul percorso tracciato dal medievalismo nazionalista del secolo precedente e risulta quindi difficile distinguere nettamente i due fenomeni. Tra i contributi più recenti ricordiamo quelli di Tommaso di Carpegna Falconieri, Gábor Klaniczay, Patrick J. Geary e Walter Pohl, che ne hanno ben descritto gli aspetti più rilevanti, con particolare attenzione anche all'attualità, come ad esempio la costruzione dell'identità nazionale dei Paesi ex-comunisti dell'Europa dell'Est, l'idea di “crociata” e “barbaro” nei movimenti politici conservatori contemporanei, o le interpretazioni del Medioevo più vicine a istanze progressiste e di sinistra.
In ambito statunitense si è anche assistito alla nascita di una teoria geopolitica definita “neomedievalismo”, discussa per la prima volta nel 1977 da Hedley Bull nel volume The Anarchical Society: a study of order in world politics. Secondo l'autore, la società si sta spostando verso una forma di “neomedievalismo”, intendendo con ciò un ritorno a uno scenario che richiama la politica medievale, con un conseguente decentramento del potere a favore di forme di autorità diverse (locali, regionali, religiose) da quella rappresentata dallo Stato Moderno. Tale nozione è stata fatta propria dalla geopolitica statunitense, in particolare da quella di ispirazione neoconservatrice.
In Italia il medievalismo, dopo la grande stagione risorgimentale di matrice romantica, si ridusse, nel corso delle due guerre mondiali,  ad un fenomeno secondario scalzato da linguaggi concorrenti molto più efficaci (il fascismo preferì ad esso il mito di Roma e il Risorgimento). Il medievalismo fu così sostanzialmente confinato agli ambienti cattolici, conservatori prima, cattolico-liberali poi. Nel 1914 padre Agostino Gemelli inaugurando la rivista Vita e Pensiero pubblica un Manifesto medievalista dove propone una riscossa cristiana denunciando i limiti di una modernità atea e materialista. Qualche anno dopo, era il 1919, alla fondazione del Partito popolare di don Luigi Sturzo seguirà l'adozione dello scudo crociato come simbolo del nuovo partito poi ripreso dalla Democrazia cristiana nel 1943.

### Medioevo e cinema
Sin dagli inizi del XX secolo il cinema ha rappresentato uno dei principali creatori dell'immaginario sul Medioevo. Il primo film medievale, Giovanna d'Arco (1900), fu anche uno dei primi film mai realizzati, mentre il primo ad affrontare la leggenda di Robin Hood risale al 1908. Importanti film europei furono I Nibelunghi di Fritz Lang (1924) o Aleksandr Nevskij di Ėjzenštejn (1938) – entrambi carichi di retorica nazionalista –, Il settimo sigillo di Bergman (1957), mentre in Francia numerosi furono gli adattamenti alla figura di Giovanna d'Arco. Hollywood ha periodicamente rappresentato il Medioevo con adattamenti delle storie di Re Artù e Robin Hood, oppure di romanzi storici come Ivanhoe (1952), o epopee come quella de El Cid (1961)
I film a tema medievale mescolano spesso imitazioni di opere autenticamente medievali con rappresentazioni del periodo romantico per rendere un mondo medievale opulento e idealizzato. Questo è evidente nei film precedenti il 1970, come La leggenda di Robin Hood (1938), Il principe coraggioso (1954), Il giullare del re (1956) o Camelot (1967). Un paradigma questo seguito anche dalla Disney ne La spada nella roccia (1963) e Robin Hood (1973). Nel corso del 1960, a questa immagine idealizzata del Medioevo si sostituì una visione del periodo più oscura, cruda e pessimista, come si vede in Becket (1964), Il principe guerriero (1965) e Il leone d'inverno (1968). La tendenza è quindi esasperata nei decenni successivi con pellicole quali Lancillotto e Ginevra (1974), Excalibur (1981), Enrico V (1989), L'armata delle tenebre (1992), Braveheart (1995), Il tredicesimo guerriero (1999) come anche Il gobbo di Notre Dame (1996) della Disney.
Tuttavia esistono anche pellicole che pur escludendo un'ambientazione medievale scelgono temi e suggestioni medievaleggianti. Alcuni esempi sono la saga di Guerre stellari (1977-2016) con i suoi richiami neo-arturiani e neo-cavallereschi, o l'ambientazione fantasy della trilogia de Il Signore degli Anelli (2001-2003). Quando le paure della crisi e le istanze millenaristiche vengono proiettate in un futuro distopico, avremo quei film ambientati in quello che potremmo definire “un Medioevo prossimo venturo” come Fuga da New York (1981) e Mad Max (1979-1985).
Il cinema Italiano ha esplorato in maniera spesso del tutto originale il Medioevo. Alcuni esempi sono L'armata Brancaleone (1966) e Brancaleone alle crociate (1969), in cui Mario Monicelli rappresenta un Medioevo farsesco, ignorante e povero nell'intento di ribaltare lo stereotipo di un'epoca cortese e cavalleresca. Pier Paolo Pasolini invece aveva rappresentato nella sua “trilogia della vita”, Il Decameron, I racconti di Canterbury e Il fiore delle Mille e una notte (1971-1974) il Medioevo come età dell'innocenza, di una sessualità autentica, rispetto a un presente industriale, consumistico e bigotto. Per quanto riguarda il cinema di ispirazione religiosa va ricordato in particolare Francesco Giullare di Dio (1950) di Rossellini ispirato ad undici episodi tratti da I Fioretti di san Francesco. Altri titoli degni di nota sono poi di Pupi Avati Magnificat (1993), I cavalieri che fecero l’impresa (2001), e Il mestiere delle armi (2001) di Ermanno Olmi.

### Palii e rievocazioni medievali
Nonostante siano numerosissimi in Italia giostre e palii di secolare memoria esse, a motivo di una mancata reale continuità storica, vanno a delinearsi come esempi di “invenzione della tradizione”. Ne è un esempio lo storico palio di Siena (poi modello per le successive rievocazioni) che vedrà soltanto a partire dagli anni Settanta dell'Ottocento l'uso di abiti e scenografie “medievali” (in realtà più spesso richiamanti il Quattro-Cinquecento). Inoltre, come ha dimostrato Stefano Cavazza, quelle feste che nel corso dell'Ottocento andarono scomparendo, furono poi riscoperte durante il Ventennio fascista con la ripresa del mito municipale e delle nascenti esigenze turistiche. Gli anni Trenta videro un fiorire di rievocazioni alle quali si diedero coloriture medievali: «Alla nascita del palio astigiano nel 1929 fece seguito, l'anno dopo, la prima manifestazione del calcio fiorentino. Nel 1931 nacque la giostra del Saracino ad Arezzo e due anni più tardi si aggiunse Ferrara con la ripresa del palio di San Giorgio. Nel 1935 Pisa riprese l'antico gioco del Ponte e nello stesso anno venne allestito il palio del Carroccio di Legnano. Frutto di congetture furono molto spesso la ripartizione delle città in contrade come l'utilizzo di costumi e regole di presunta ascendenza medievale.
In sostanza il Ventennio fascista operò una sintesi medieval-rinascimentale, un modello insieme ideologico (fatto di podestà, tradizioni municipali, condottieri, nascita della lingua volgare) ed estetico (il Rinascimento come momento di massima fioritura delle arti e punto di partenza dell'unità nazionale).
In Italia, come in tutta Europa, oggi si possono contare a migliaia rievocazioni in costume, palii e giostre, o feste medieval-fantasy. Si tratta di un fenomeno che oltre alle evidenti ricadute turistiche rappresenta altro. La festa medievale infatti «rafforza il sentimento di identità dei cittadini come appartenenti ad una comunità specifica e distinta dalle altre». La scelta di questo preciso periodo storico è invece un lascito dell'età romantica quando si andò a scorgere nel Medioevo l'origine delle neonate nazioni «e corrisponde per l'Italia, all'esaltazione della civiltà comunale e alla convinzione che nel Medioevo gli abitanti delle città abbiano avuto per la prima volta la coscienza di essere gruppo, fondando arti e corporazioni, dandosi leggi e ordinamenti propri, lottando per la libertà».
Nel mondo anglosassone i festival di rievocazione del Medioevo inglese vanno spesso sotto il nome di Medieval Reinassance, spesso erroneamente tradotti come "festival rinascimentali", anche perché spesso vi sono mescolati elementi del Basso Medioevo e del Rinascimento.

### Il Fantasy
Il genere fantasy è forse il fenomeno che ha maggiormente influenzato la nascita di un immaginario medievale condiviso in gran parte della cultura popolare, al punto da essere stato definito da Renato Bordone «quarto Medioevo», in aggiunta ai tre medioevi di Maria Teresa Fumagalli (Barbarico―della Rinascita―Sbracato e dialettale).
Esso, sebbene presenti sfumature e sottogeneri differenti, è infatti ambientato di frequente in universo modellato sul mondo delle saghe medievali nordiche e sul folklore medievale, in cui agiscono avventurieri e personaggi fantastici di vario tipo (elfi, orchi, maghi). Il fantastico, il mistero, l'irrazionale – elementi tipici della letteratura romantica – hanno trovato nel genere fantasy una significativa collocazione, al punto da rendere difficile concepire un fantasy privo di stilemi figurativi e narrativi riconducibili a un immaginario medievaleggiante.